# Rhinolophus maclaudi
Il ferro di cavallo di Maclaud (Rhinolophus maclaudi Pousargues, 1897) è un Pipistrello della famiglia dei Rinolofidi endemico della Guinea.

## Descrizione

### Dimensioni
Pipistrello di medie dimensioni, con la lunghezza totale tra 111 e 137 mm, la lunghezza dell'avambraccio tra 63,6 e 68,7 mm, la lunghezza della coda tra 38 e 43 mm, la lunghezza del piede tra 14,5 e 14,8 mm, la lunghezza delle orecchie tra 40 e 46 mm e un peso fino a 33 g.

### Aspetto
La pelliccia è lunga, soffice e lanosa. Le parti dorsali variano dal castano al bruno-grigiastro, con la base dei peli più chiara, mentre le parti ventrali sono più chiare. Le orecchie sono lunghe e con 10-12 pieghe trasversali nella parte interna del padiglione auricolare. La foglia nasale presenta una lancetta triangolare appuntita, la sella priva di peli, inclinata in avanti e con i margini quasi paralleli e con il processo connettivo notevolmente ridotto, basso e concavo. Le narici si aprono lateralmente su due cuscinetti circolari. La porzione anteriore ha un incavo longitudinale indistinto oppure assente. Il labbro inferiore è attraversato da un profondo solco mediano. Le membrane sono grigio scure. La prima falange del quarto dito è relativamente lunga. La coda è lunga ed inclusa completamente nell'ampio uropatagio. Il primo premolare superiore è situato lungo la linea alveolare.

## Biologia

### Comportamento
Si rifugia in piccoli gruppi all'interno di grotte e di edifici.

### Alimentazione
Si nutre di insetti.

## Distribuzione e habitat
Questa specie è conosciuta soltanto in tre località della Guinea occidentale. Nessun individuo è stato più catturato dal 1968.
Vive nelle savane alberate miste a foreste lungo i fiumi.

## Conservazione
La IUCN Red List, considerato l'areale limitato e frammentato e il declino nella qualità del proprio habitat, classifica R.maclaudi come specie in pericolo di estinzione (Endangered).